# Масаидов, Дильмурод Сайдуллаевич
Дильмурод Сайдуллаевич Масаидов (узб. Dilmurod Masaidov,; 28 февраля 1978) — узбекский кинорежиссёр

, сценарист, продюсер, актёр.

## Фильмография

### Режиссёр
- 2007 — «Адвокаты» (фильм, Узбекистан)
- 2008 — «Бемор» (короткометражный фильм, Узбекистан)
- 2011 — «Мерсквич» (фильм, Узбекистан)
- 2014 — «Геолог: Сильнее смерти» (фильм, Узбекистан)
- 2018 — «Фарзанд омонат» (короткометражный фильм, Узбекистан)
- 2019 — «Ота» (короткометражный фильм, Узбекистан)
- 2019 — «Ветер Коканда» (фильм, Узбекистан) [1]
- 2022 — «Женская судьба» (фильм, Узбекистан)
- 2023 — «Судья» (фильм, Узбекистан)[2]

### Сценарист
- 2007 — «Адвокаты» (фильм, Узбекистан)
- 2011 — «Мерсквич» (фильм, Узбекистан)
- 2019 — «Ота» (короткометражный фильм, Узбекистан)

### Продюсер
- 2023 — «Судья» (фильм, Узбекистан)

### Актёр
- 2004 — «Кораёл» (фильм, Узбекистан) — Инод муаллим
- 2012 — «Немой дом» (фильм, Узбекистан) — Абдулло
- 2013 — «Геолог: Сильнее смерти» (фильм, Узбекистан) — Тарас
- 2023 — «Чегарадаги кишлок» (сериал, Узбекистан) — Кайсар
- 2023 — «Пирамида» (сериал, Узбекистан) — Тулки
- 2023 — «Икки дунё» (сериал, Узбекистан) — Бургут

## Награды и премии
(неполный список)
- За фильм «Женская судьба»
  - Гран-при в номинации «Лучший художественный фильм» на кинофестивале Korkut Ata Film Festivali в Бурсе (2022).[3]
  - Специальный приз кинофестиваля «За актуальность темы гуманизма и общечеловеческих ценностей» на кинофестивале «Лiстапад» в Минске (2022).[4]
  - В феврале 2023 года исполнительница роли Сажиды Рано Шодиева стала победительницей в номинации «Лучший женский образ» на кинофестивале стран Шанхайской организации сотрудничества (The Shanghai Cooperation Organization Film Festival) в Мумбаи.[5]